# Geophilus pyrenaicus
Geophilus pyrenaicus är en mångfotingart som beskrevs av Chalande 1909. Geophilus pyrenaicus ingår i släktet Geophilus och familjen storjordkrypare. Inga underarter finns listade i Catalogue of Life.